# 創造者章

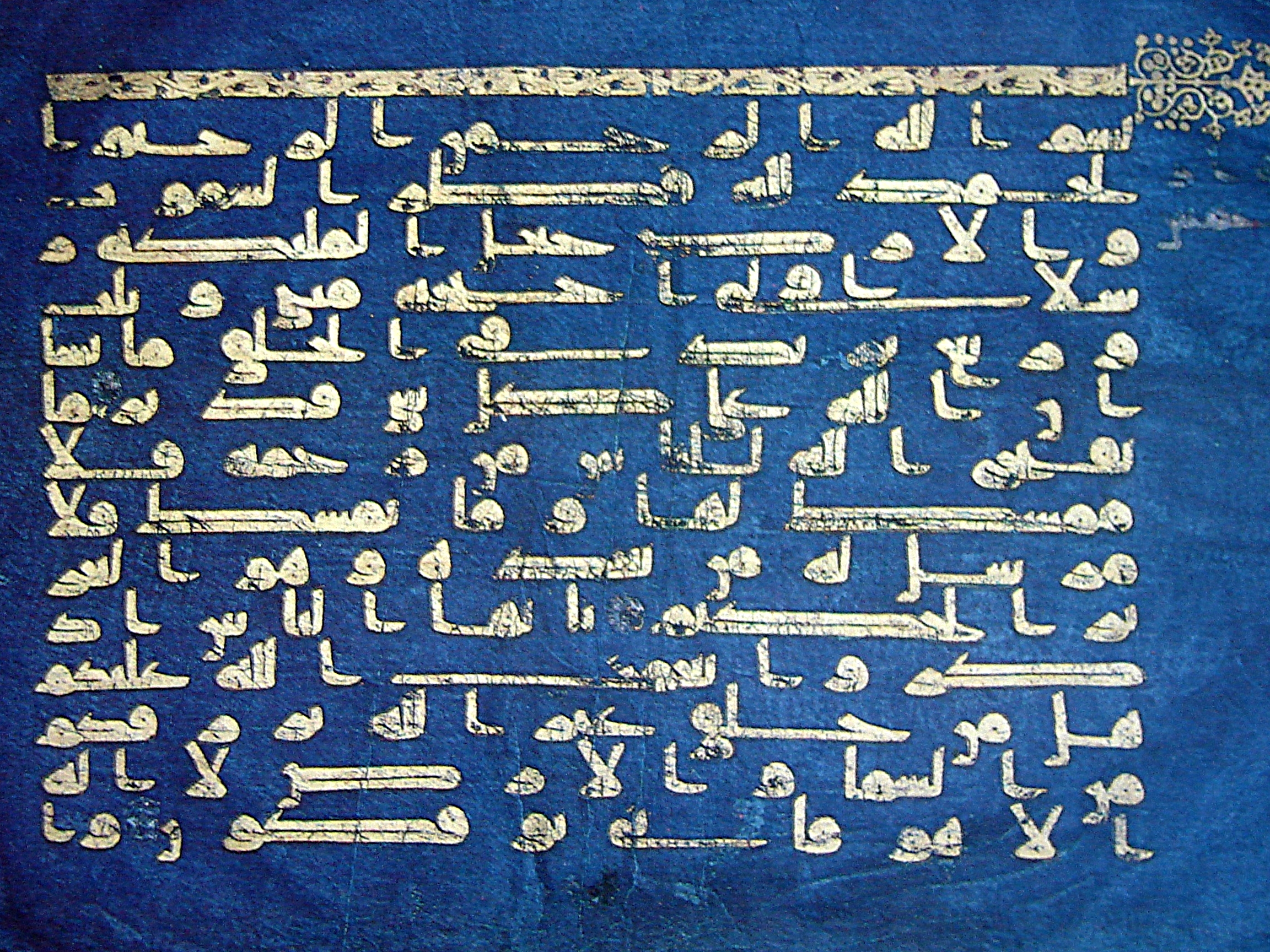
藏於突尼斯拉卡達伊斯蘭藝術國家博物館的《藍色古蘭經》頁片，載有〈創造者〉章首三節經文

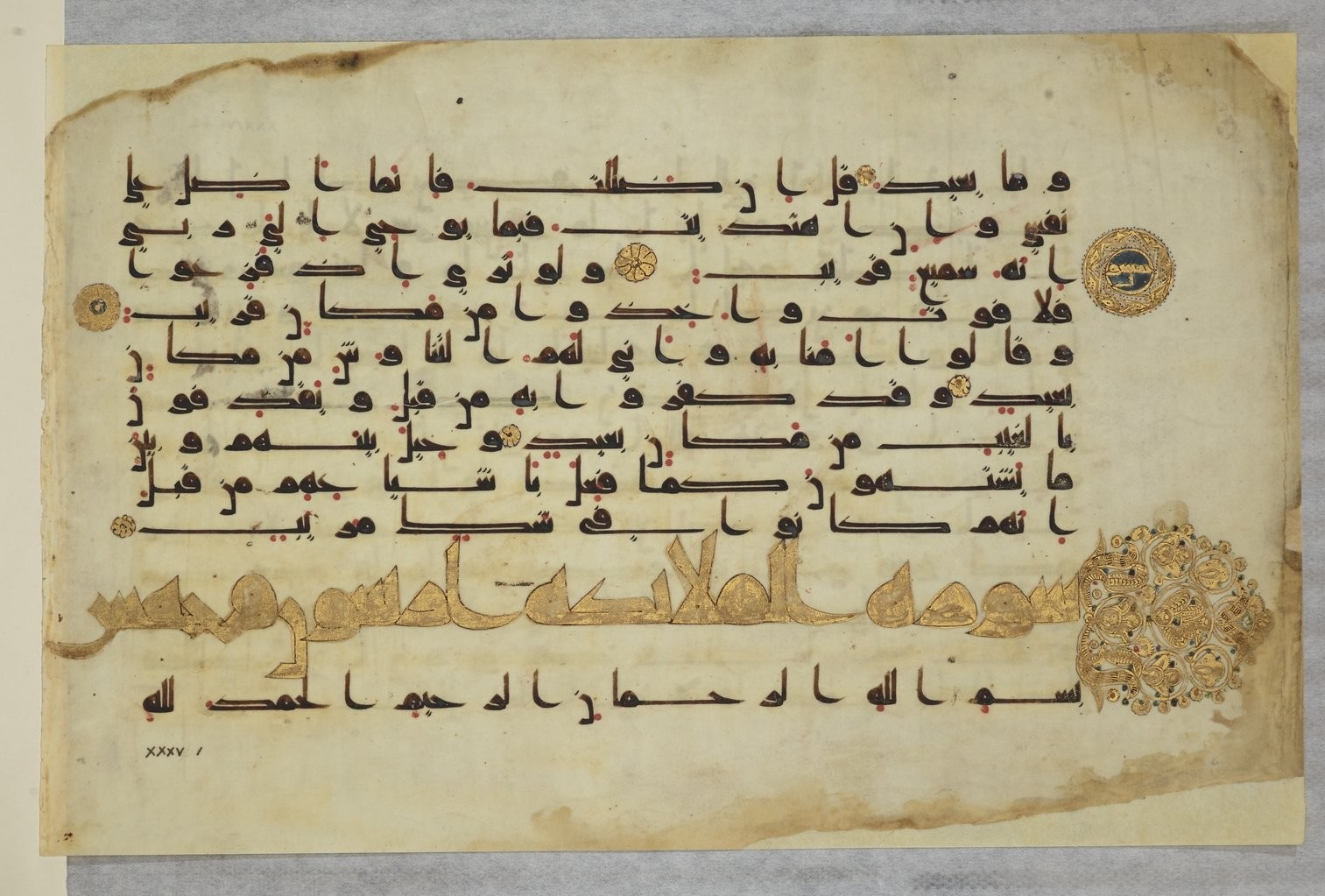
9至10世紀庫法體書寫的〈創造者〉章首頁，現藏法國國家圖書館

《創造者章》（阿拉伯語：فاطر，fāṭir），又稱《天使章》（ﺍﻟملائكة，’al-malā’ikah），是《古蘭經》第35章（蘇拉），共45節。部分經文（35:39-45）保存於薩那抄本1號下層文本中。根據啟示背景（asbāb al-nuzūl）研究，本章屬於早期「麥加篇章」，即被認為是在麥加而非後期的麥地那降示。

## 經文要旨
本章特別強調真主的寬恕之恩，如第30節所示：
لِيُوَفِّيَهُمْ أُجُورَهُمْ وَيَزِيدَهُمْ مِنْ فَضْلِهِ ۚ إِنَّهُ غَفُورٌ شَكُورٌ
譯文：[他們行善]以便真主賜予他們完整的報酬，並增益其恩典。祂確是至赦的、對微小善行也厚報的主。（30）
另見第34節：
وَقَالُوا الْحَمْدُ لِلَّهِ الَّذِي أَذْهَبَ عَنَّا الْحَزَنَ ۖ إِنَّ
رَبَّنَا لَغَفُورٌ شَكُورٌ
譯文：他們說：「一切讚頌全歸真主，祂為我們消除憂傷。我們的主確是至赦的、厚報的主。」（34）

## 章節概要
- 1–2節 讚頌真主為萬物的創造者與主宰
- 3節 勸誡古萊氏族崇拜獨一真主
- 4節 先知穆罕默德被告知被誣為騙子乃常事
- 5–6節 真主的許諾真實，而易卜劣斯是欺騙者
- 7節 信士的報酬與不信者的懲罰必然實現
- 8–9節 惡人與善人在真主面前絕不平等
- 10節 真主擢升善人，粉碎惡人的計謀
- 11節 雨水使荒漠復甦，預示復活日的景象
- 12節 創造人類的真主全知萬物
- 13節 江河海洋顯現真主的慈恩
- 14節 晝夜與日月皆讚頌真主
- 14–15節 偶像崇拜的虛妄
- 16–18節 人類仰賴真主，而真主自足無求
- 19節 審判日各人自負其責
- 19節 穆罕默德奉命勸誡秘密信士
- 20–22節 真主不會將善惡混為一談
- 22節 亡者無法聽聞勸誡
- 23節 每個民族皆有受派遣的先知
- 24–25節 誣衊先知者終遭懲罰
- 26–28節 自然現象見證真主慈恩
- 29–30節 真主回報虔誠祈禱與施捨者
- 31節 古蘭經證實先前經典
- 32節 接受古蘭經者的不同表現
- 33–35節 信士在天園的報酬
- 36–37節 不信者在火獄的公正懲罰
- 38節 真主徹知心靈的隱秘
- 39節 不信者自食其果
- 40節 偶像崇拜者毫無依據
- 41節 真主獨自維繫天地
- 42節 古萊氏族褻瀆地拒絕先知
- 43節 他們將遭受與前人相同的懲罰
- 44節 告誡阿拉伯多神教徒借鑒前代民族的結局
- 45節 若非真主暫緩懲罰，世人早已滅絕；但懲罰必在定期來臨

## 經注釋義
據阿布·哈姆扎·蘇馬里記載，阿里·本·海珊·澤因·阿比丁在一篇關於禁慾主義的羊皮卷演講中，曾引用創造者章第28節：
۝ 35:28：「真主的僕人中，唯有學者敬畏祂。真主確是萬能的，至赦的。」
對此，澤因·阿比丁闡釋道：「知識與行為，以真主起誓，不過是相輔相成的兩件事。認識真主者必敬畏祂，而敬畏促使人順主而行；知識的領袖們追隨此道，認識真主並力行善功。」

## 外部連結
- 35:20，50餘種譯本，islamawakened.com
- 古蘭經第35章 清晰古蘭經譯本
- 维基文库中的相關文獻：The Holy Qur'an (Maulana Muhammad Ali)/35. The Originator